# ジーン・ハーショルト
ジーン・ハーショルト（Jean Hersholt、1886年7月12日 - 1956年6月2日）は、デンマーク出身のアメリカ合衆国の俳優である。1937年から1954年にかけてCBSのラジオドラマ『ドクター・クリスチャン』の主演を務めたことで知られる。1924年から1955年にかけて、サイレント映画75本、トーキー65本に出演し、4本の映画の監督を務めた。

## 若年期
ジャン・ピエーア・カール・ビュロン(Jean Pierre Carl Buron)として1886年7月12日にデンマークの首都コペンハーゲンで生まれた。ハーショルト自身は俳優一家に生まれたと語っているが、実際には両親ともに美容師だった。父ヘンリ(Henri)はカトリックのフランス人の父とプロテスタントのデンマーク人の母の間に生まれた。母クララ(Clara)はプロテスタントのデンマーク人の父とユダヤ系デンマーク人の母の間に生まれた。当初ヘンリは美容師として働いていたが、後に葉巻とワインを取り扱う商人になった。
1906年にデンマークの映画製作会社・ノルディスク・フィルムで短編映画2本に出演したが、デンマークでは俳優として成功しなかった。
1911年に姓をビュロンからハーショルトに改めた。1913年にアメリカに渡った。

## キャリア

### 映画
出演した映画の中で最も良く知られているのは、1924年の『グリード』と1937年の『ハイジ』である。『グリード』はエリッヒ・フォン・シュトロハイム監督によるサイレント映画の名作であり、ハーショルトはマーカス・シューラーを演じた。『ハイジ』はヨハンナ・スピリの児童文学『アルプスの少女ハイジ』の初の映画化作品であり、主演のハイジ役のシャーリー・テンプルと共演した。ハーショルトは、デンマーク語訛りの心地よい声で、悪役から脇役まで幅広い役を演じた。最後の出演作は、1955年の『追われる男』である。
1945年から1949年にかけて映画芸術科学アカデミー(AMPAS)の会長を務めた。会長在任中はアメリカの映画の振興と保存のための様々な活動を積極的に行った。1948年3月20日、AMPAS設立20周年を記念して、ウィリアム・セリグ、アルバート・E・スミス、ジョージ・カーク・スプア、トーマス・アーマットらアメリカ映画の先駆者たちに特別賞を授与した。

### ドクター・クリスチャン

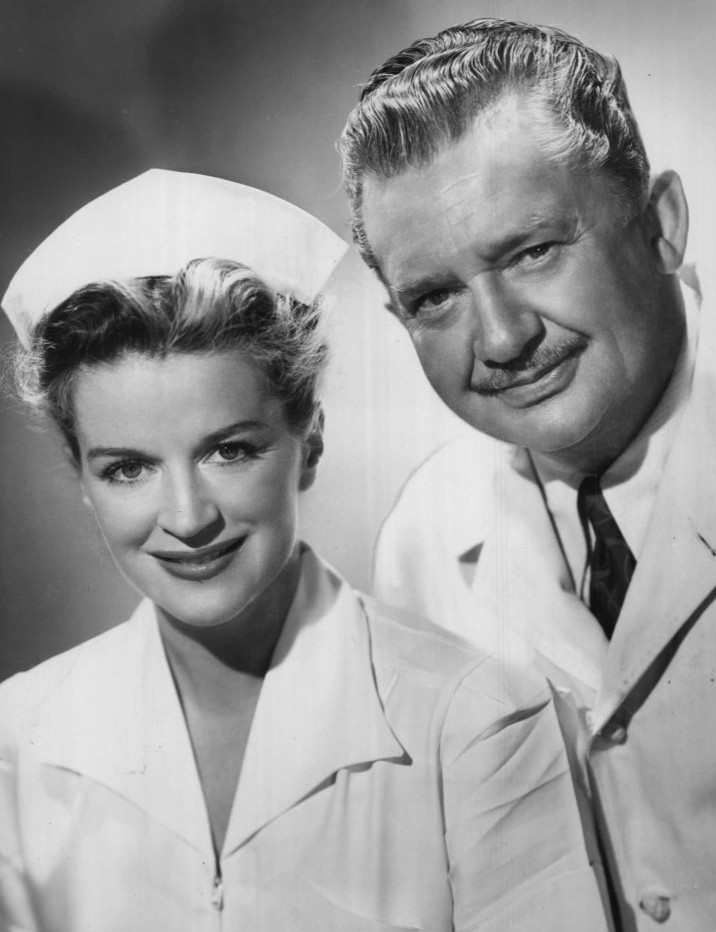
ラジオ番組表より。ジュディ・プライス看護師役のローズマリー・デキャンプと

ディオンヌ家の五つ子姉妹を主人公にした1936年の映画『五つ児誕生』で、ハーショルトは、五つ子の出産を担当した実在の医師アラン・ロイ・ダフォーをモデルにした医師ジョン・ルークを演じた。この映画には2本の続編が作られた。ハーショルトはラジオでこの役を演じたいと考えたが、権利を取得できなかった。そのため、アメリカ中西部の架空の町、リバーエンドの開業医のキャラクターを新たに創作し、その名前は、ハーショルトがファンだったデンマークの童話作家ハンス・クリスチャン・アンデルセンの名前を拝借してポール・クリスチャンとした。1937年11月7日、CBSで『ドクター・クリスチャン』の第1回が『ヴァセリン・プログラム』の一部として放送された。
このラジオドラマはロングランヒットとなり、1954年1月6日までの17年間放送された。ハーショルトあてに、役柄と混同して医療相談の手紙が送られることもあった。ラジオドラマからのスピンオフ作品も多数作られ、メディアフランチャイズの初期の例となった。ハーショルト自身が共同執筆した『ドクター・クリスチャン』の小説や、1939年から1941年にかけて6本作られた長編映画などである。
ラジオドラマ終了の2年後の1956年、『ドクター・クリスチャン』のテレビドラマが放映された。ただし、ハーショルト演じるポール・クリスチャンは第1話のみに登場して診療所を甥のマーク・クリスチャン（演 マクドナルド・キャリー）に譲り、以降はマークを主人公として1シーズン放送された。ハーショルトは第1話の収録の直後に死去した。

### 慈善活動
1939年、ハーショルトは映画救済基金の設立に重要な役割を果たした。この基金は、ハリウッドの映画業界の様々な階層の労働者に医療と支援を提供し、病気や老後、その他の困難の際に援助を提供するものである。これは、フランクリン・ルーズベルト大統領が老齡年金制度を成立させ、アメリカの社会保障制度が確立する4年前のことだった。この基金は後にテレビ業界にも拡張され、映画・テレビ基金となった。
ハーショルトが死去した後、その慈善活動を賛えてアカデミー賞にジーン・ハーショルト友愛賞が新設された。

### アンデルセン研究
ハンス・クリスチャン・アンデルセンの書籍や関連資料の収集を行った。また、アンデルセンの童話160編以上を英訳し、1949年に全6巻の『アンデルセン全集』(The Complete Andersen)として出版された。この作品は、南デンマーク大学のハンス・クリスチャン・アンデルセン・センターが、「標準的な翻訳であり、最も優れたものの一つ」であると評価している。収集した資料は、現在アメリカ議会図書館に収蔵されている。
1948年に、文学的業績を評価されてダンネブロ勲章を授与された。

## 私生活
1914年4月11日に、デンマーク人のペトラ・ソリーネ・“ヴィア”・アンデルセン(Petra Sørine "Via" Andersen)と結婚した。ヴィアとの間の息子アラン・ハーショルトは俳優になった。
俳優レスリー・ニールセンとカナダの元副首相エリク・ニールセンの兄弟は甥（妻ヴィアの兄弟の子供）に当たる。

## 死去

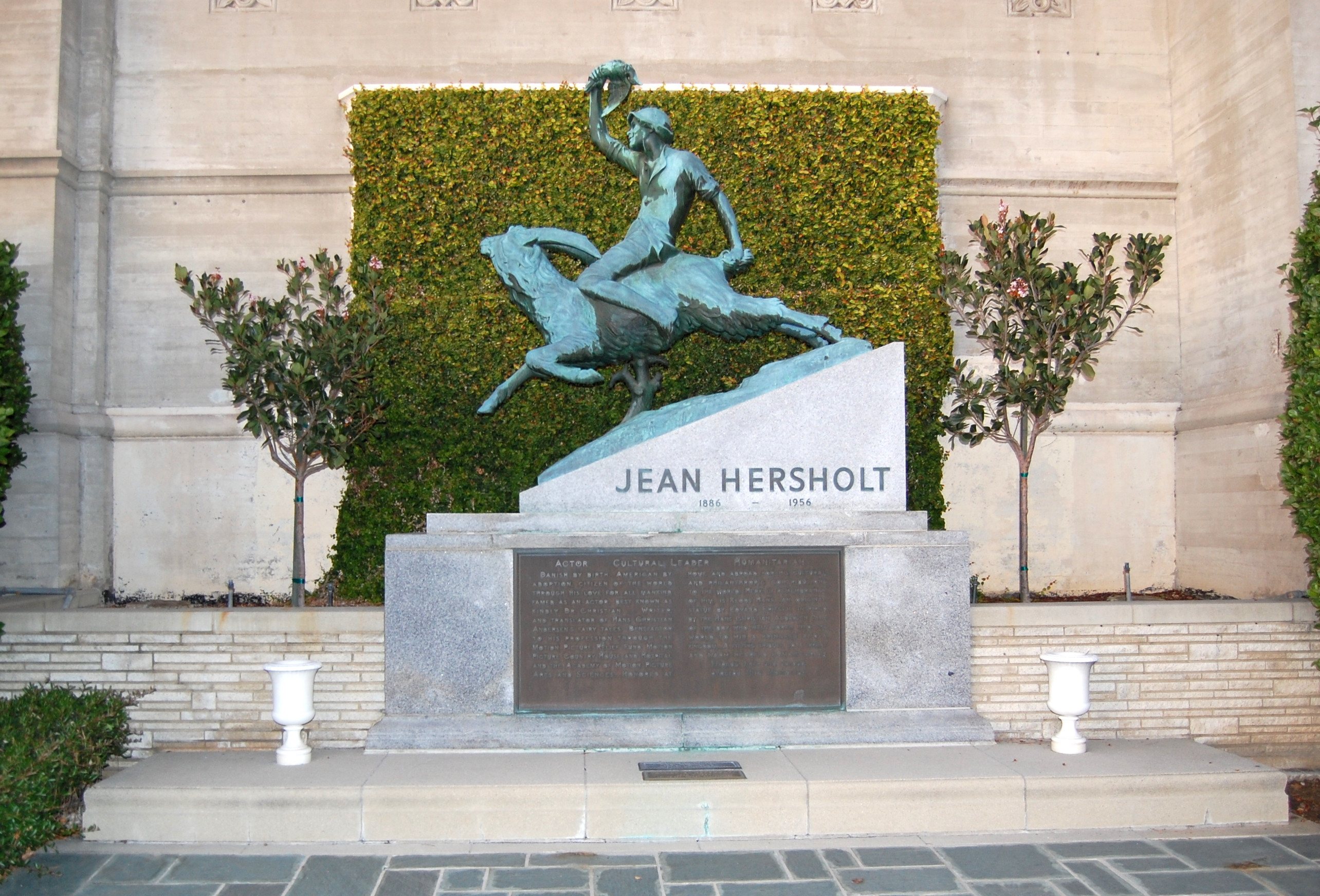
ハーショルトの墓石

1956年6月2日にハリウッドにて癌により死去した。遺体はカリフォルニア州グレンデールのフォレストローン記念公園墓地に埋葬された。墓石には、アンデルセン童話の登場人物であるとんまなハンスの像がある。

## 賞と栄誉
1940年、1949年、1950年にアカデミー名誉賞を受賞した。
ハリウッド・ウォーク・オブ・フェームには、映画とラジオの功績により、ハーショルトの星が2つ設置されている。映画の星はハリウッド・ブールバード6501番地に、ラジオの星はハリウッド・ブールバード6701番地にある。
1938年10月11日、グローマンズ・チャイニーズ・シアターの前庭（フォーコート・オブ・ザ・スターズ）に、ディオンヌ家の五つ子姉妹とハーショルトの手型・足型を刻んだセメントタイルが設置された。これはひび割れのために1943年に撤去され、1949年10月20日にハーショルトのみのタイルが設置された。

## 出演作
| 年   | 作品名                                                     | 役名                             | 監督                                      | 備考           |
| ---- | ---------------------------------------------------------- | -------------------------------- | ----------------------------------------- | -------------- |
| 1915 | The Disciple                                               | （モブキャラクター）             |                                           | クレジットなし |
| 1916 | Bullets and Brown Eyes                                     |                                  |                                           |                |
| 1916 | Hell's Hinges                                              | バーテンダー                     | チャールズ・スウィッカード                | クレジットなし |
| 1916 | The Aryan                                                  |                                  | レジナルド・バーカー クリフォード・スミス |                |
| 1916 | Kinkaid, Gambler                                           |                                  |                                           |                |
| 1916 | The Desert                                                 |                                  |                                           |                |
| 1917 | 黒蘭 Black Orchids                                         |                                  | レックス・イングラム                      |                |
| 1917 | 愛の戦 Fighting for Love                                   | Ferdinand                        | レイモンド・ウェルズ                      |                |
| 1917 | 恋の男装 Love Aflame                                       | Reginald                         | レイモンド・ウェルズ                      |                |
| 1917 | 教の力 The Terror                                          | Jimm, the Dope                   | レイモンド・ウェルズ                      |                |
| 1917 | The Saintly Sinner                                         |                                  |                                           |                |
| 1917 | Perils of the Secret Service                               | Prince Feodor                    |                                           | 連作、第2話    |
| 1917 | Southern Justice                                           | Caleb Talbot                     | リン・F・レイノルズ                       |                |
| 1917 | 大自然 The Greater Law                                     |                                  | リン・F・レイノルズ                       |                |
| 1917 | 武力の説教 The Soul Herder                                 | The Parson                       | ジョン・フォード                          | 短編           |
| 1917 | 独艇の根拠地 The Show Down                                 | Parkes                           | リン・F・レイノルズ                       |                |
| 1917 | A Stormy Knight                                            | Dr. Fraser                       | エルマー・クリフトン                      |                |
| 1917 | '49–'17                                                    | 'Gentleman Jim' Raynor           | ルス・アン・ボールドウィン                |                |
| 1917 | Princess Virtue                                            | Emile Carre                      | ロバート・Z・レナード                     |                |
| 1918 | Madame Spy                                                 | Count Von Ornstorff              | ダグラス・ジェラード                      |                |
| 1918 | The Answer                                                 | Shepard                          |                                           |                |
| 1918 | 荒男と小児 Little Red Decides                              |                                  | ジャック・コンウェイ                      |                |
| 1919 | 神の鉄槌 Whom the Gods Would Destroy                       |                                  | フランク・ボーゼイギ                      |                |
| 1919 | 愛に甦る日 Love's Prisoner                                 | Party Guest                      | ジョン・フランシス・ディロン              | クレジットなし |
| 1920 | 国境の強者 The Red Lane                                    | Vetal Beaulieu                   | リン・F・レイノルズ                       |                |
| 1920 | メリー・アン Merely Mary Ann                               | Stranger                         | エドワード・ルセイント                    |                |
| 1920 | The Golden Trail                                           | Harry Teal                       | ルイス・H・ムーモー                       |                |
| 1920 | The Deceiver                                               |                                  |                                           |                |
| 1921 | The Servant in the House                                   | Manson, The Servant in the House | ジャック・コンウェイ                      |                |
| 1921 | 黙示録の四騎士 The Four Horsemen of the Apocalypse         | Professor von Hartrott           | レックス・イングラム                      | クレジットなし |
| 1921 | 恋はめぐる A Certain Rich Man                              | Adrian Brownwell                 | ハワード・ヒックマン                      |                |
| 1921 | The Man of the Forest                                      | Lem Beasley                      | ハワード・ヒックマン                      |                |
| 1922 | 無敵必勝 When Romance Rides                                | Joel Creech                      | ジーン・ハーショルト                      |                |
| 1922 | Heart's Haven                                              | Henry Bird                       | ベンジャミン・B・ハンプトン               |                |
| 1922 | 嵐の国のテス Tess of the Storm Country                     | Ben Letts                        | ジョン・S・ロバートソン                   |                |
| 1922 | 富に群る者 The Strangers' Banquet                          | Fiend                            | マーシャル・二ーラン                      |                |
| 1923 | 舞踊王国 Jazzmania                                         | Prince Otto of Como              | ロバート・Z・レナード                     |                |
| 1923 | 単騎突進 Quicksands                                        | Ring Member                      | ジャック・コンウェイ                      |                |
| 1923 | Red Lights                                                 | Ezra Carson                      | クラレンス・バッジャー                    |                |
| 1923 | Souls for Sale                                             | Himself                          | ルパート・ヒューズ                        |                |
| 1924 | 大地の救い Torment                                         | Boris                            | スコット・ビール                          |                |
| 1924 | 金魚娘 The Goldfish                                        | Herman Krauss                    | ジェローム・ストーム                      |                |
| 1924 | The Woman on the Jury                                      | Jury Foreman                     | ハリー・O・ホイト                         |                |
| 1924 | 惑溺の十字路 Sinners in Silk                               | Dr. Eustace                      | ホバート・ヘンリー                        |                |
| 1924 | 桃色の夜は更けて Her Night of Romance                      | Joe Diamond                      | シドニー・フランクリン                    |                |
| 1924 | グリード Greed                                             | Marcus                           | エリッヒ・フォン・シュトロハイム          |                |
| 1924 | Cheap Kisses                                               | Gustaf Borgstrom                 | カレン・テイト                            |                |
| 1924 | おゝ母よ So Big                                            | Aug Hempel                       | チャールズ・ブレイビン                    |                |
| 1925 | 乙女の危険期 Dangerous Innocence                           | Gilchrist                        | ウィリアム・A・サイター                   |                |
| 1925 | 五番街のモデル Fifth Avenue Models                         | a Crook                          | スヴェント・ガーデ                        |                |
| 1925 | If Marriage Fails                                          | Dr. Mallini                      | ジョン・インス                            |                |
| 1925 | ドンQ Don Q, Son of Zorro                                  | Don Fabrique                     | ドナルド・クリスプ                        |                |
| 1925 | 天界への挑戦 A Woman's Faith                               | Jules Cluny                      | エドワード・レムル                        |                |
| 1925 | ステラ・ダラス Stella Dallas                               | Ed Munn                          | ヘンリー・キング                          |                |
| 1926 | ウィーンの狂乱 The Greater Glory                           | Gustav Schmidt                   | カート・レーフェルド                      |                |
| 1926 | 愛の闇路 My Old Dutch                                      | 'Erb 'Uggins                     | ローレンス・トリンブル                    |                |
| 1926 | 恋は異なもの It Must Be Love                               | Pop Schmidt                      | アルフレッド・E・グリーン                 |                |
| 1926 | Flames                                                     | Ole Bergson                      | ルイス・H・ムーモー                       |                |
| 1926 | The Old Soak                                               | Clement Hawley, Sr.              | エドワード・スローマン                    |                |
| 1927 | 珍妙楽天王 The Wrong Mr. Wright                            | Seymour White                    | スコット・シドニー                        |                |
| 1927 | 綽名副牧師 Alias the Deacon                                | George Caswell, aka The Deacon   | エドワード・スローマン                    |                |
| 1927 | 思ひ出 The Student Prince in Old Heidelberg                | Dr. Jüttner                      | エルンスト・ルビッチ                      |                |
| 1928 | ワシントン街十三番地 13 Washington Square                  | 'Deacon' Pyecroft                | メルビル・W・ブラウン                     |                |
| 1928 | オレンジ実る頃 The Secret Hour                             | Tony                             | ローランド・V・リー                       |                |
| 1928 | アビーの白薔薇 Abie's Irish Rose                           | Solomon Levy                     | ヴィクター・フレミング                    |                |
| 1928 | 人生交響曲 Jazz Mad                                        | Franz Hausmann                   | F・ハーモン・ウェイト                     |                |
| 1928 | 男女の戦 The Battle of the Sexes                           | William Judson                   | D・W・グリフィス                          |                |
| 1928 | Give and Take                                              | Factory Owner                    | ウィリアム・ボーディン                    |                |
| 1929 | 嵐に咲く花 Girl on the Barge                               | McCadden                         | エドワード・スローマン                    |                |
| 1929 | The Younger Generation                                     | Pa                               | フランク・キャプラ                        |                |
| 1929 | モダーン・ラブ Modern Love                                 | François Renault                 | アーチ・ヒース                            |                |
| 1930 | 燃ゆる愛歌 The Climax                                      | Luigi Golfanti                   | ルノー・ホフマン                          |                |
| 1930 | The Case of Sergeant Grischa                               | Posnanski                        | レイ・リスナー                            |                |
| 1930 | Mamba                                                      | August Bolte                     | アルバート・S・ロジェル                   |                |
| 1930 | 地獄の波止場 Hell Harbor                                   | Joseph Horngold                  | ヘンリー・キング                          |                |
| 1930 | East Is West                                               | Man                              | モンタ・ベル                              |                |
| 1930 | A Soldier's Plaything                                      | Grandfather Rittner              | マイケル・カーティス                      | クレジットなし |
| 1930 | 猫は這い寄る The Cat Creeps                                | Dr. Patterson                    | ルパート・ジュリアン                      |                |
| 1930 | サアド・アラアム 警笛間を衝く The Third Alarm              | Frank 'Dad' Morton               | エモリー・ジョンソン                      |                |
| 1930 | 呪われし青春 Viennese Nights                               | Elsa's Father                    | アラン・クロスランド                      |                |
| 1931 | あけぼの Daybreak                                          | Herr Schnabel                    | ジャック・フェデー                        |                |
| 1931 | 洋上の怪事件 Transatlantic                                 | Rudolph aka Jed Kramer           | ウィリアム・K・ハワード                   |                |
| 1931 | 巴里の魔人 The Phantom of Paris                            | Herman                           | ジョン・S・ロバートソン                   |                |
| 1931 | スザン・レノックス Susan Lenox (Her Fall and Rise)         | Karl Ohlin                       | ロバート・Z・レナード                     |                |
| 1931 | マデロンの悲劇 The Sin of Madelon Claudet                  | Dr. Dulac                        | エドガー・セルウィン                      |                |
| 1931 | 夫婦戦線 Private Lives                                     | Oscar                            | シドニー・フランクリン                    |                |
| 1932 | 愛に叛く者 Emma                                            | Mr. Frederick Smith              | クラレンス・ブラウン                      |                |
| 1932 | 街の野獣 The Beast of the City                             | Sam Belmonte                     | チャールズ・ブレイビン                    |                |
| 1932 | Are You Listening?                                         | George Wagner                    | ハリー・ボーモント                        |                |
| 1932 | グランド・ホテル Grand Hotel                               | Senf, the Porter                 | エドマンド・グールディング                |                |
| 1932 | 闇の法廷 Night Court                                       | the Janitor                      | W・S・ヴァン・ダイク                      |                |
| 1932 | New Morals for Old                                         | James Hallett                    | チャールズ・ブレイビン                    |                |
| 1932 | Unashamed                                                  | Heinrich Schmidt                 | ハリー・ボーモント                        |                |
| 1932 | 摩天楼の狼 Skyscraper Souls                                | Jake Sorenson                    | エドガー・セルウィン                      |                |
| 1932 | Hearts of Humanity                                         | Sol Bloom                        | クリスティ・キャバン                      |                |
| 1932 | 成吉斯汗の仮面 The Mask of Fu Manchu                       | Von Berg                         | チャールズ・ヴィダー                      |                |
| 1932 | 肉體 Flesh                                                 | Mr. Herman                       | ジョン・フォード                          |                |
| 1933 | The Crime of the Century                                   | Dr. Emil Brandt                  | ウィリアム・ボーディン                    |                |
| 1933 | ビール万歳 Song of the Eagle                               | Otto Hoffman                     | ラルフ・マーフィー                        |                |
| 1933 | 晩餐八時 Dinner at Eight                                   | Jo Stengel                       | ジョージ・キューカー                      |                |
| 1933 | Christopher Bean                                           | Rosen                            | サム・ウッド                              |                |
| 1934 | 猫と提琴 The Cat and the Fiddle                            | Professor                        | サム・ウッド（クレジットなし）            |                |
| 1934 | 白衣の騎士 Men in White                                    | Dr. 'Hockie' Hochberg            | リチャード・ボレスラウスキー              |                |
| 1934 | 泉 The Fountain                                            | Baron Van Leyden                 | ジョン・クロムウェル                      |                |
| 1934 | 彩られし女性 The Painted Veil                              | Herr Koerber                     | リチャード・ボレスラウスキー              |                |
| 1935 | 古城の妖鬼 Mark of the Vampire                             | Baron Otto                       | トッド・ブラウニング                      |                |
| 1935 | 心の痛手 Break of Hearts                                   | Professor Thalma                 | フィリップ・メラー                        |                |
| 1935 | Murder in the Fleet                                        | Victor Hanson                    | エドワード・セジウィック                  |                |
| 1936 | 僕の脱走記 Tough Guy                                       | Veterinarian                     | チェスター・M・フランクリン               |                |
| 1936 | 五つ児誕生 The Country Doctor                              | Dr. John Luke                    | ヘンリー・キング                          |                |
| 1936 | チロルの晩鐘 Sins of Man                                   | Christopher Freyman              | グレゴリー・ラトフ                        |                |
| 1936 | 愛怨二重奏 His Brother's Wife                              | Professor Fahrenheim             | W・S・ヴァン・ダイク                      |                |
| 1936 | 五つ児天国 Reunion                                         | Dr. John Luke                    | ノーマン・タウログ Edward O'Fearna        |                |
| 1936 | 銀盤の女王 One in a Million                                | Heinrich Muller                  | シドニー・ランフィールド                  |                |
| 1937 | 第七天国 Seventh Heaven                                    | Father Chevillon                 | ヘンリー・キング                          |                |
| 1937 | ハイジ Heidi                                               | Adolph Kramer / Grandfather      | アラン・ドワン                            |                |
| 1938 | 天晴れ着陸 Happy Landing                                   | Herr Lars Ericksen               | ロイ・デル・ルース                        |                |
| 1938 | 世紀の楽団 Alexander's Ragtime Band                        | Professor Heinrich               | ヘンリー・キング                          |                |
| 1938 | I'll Give a Million                                        | Victor                           | ウォルター・ラング                        |                |
| 1938 | ファイブ・オブ・ア・カインド Five of a Kind                | Dr. John Luke                    | ハーバート・I・リーズ                     |                |
| 1939 | Mr. Moto in Danger Island                                  | Sutter                           | ハーバート・I・リーズ                     |                |
| 1939 | ドクター・クリスチャン Meet Dr. Christian                  | Dr. Paul Christian               | バーナード・ヴォーハウス                  |                |
| 1940 | クリスチャン先生と子どもたち The Courageous Dr. Christian  | Dr. Paul Christian               | バーナード・ヴォーハウス                  |                |
| 1940 | クリスチャン先生とご婦人たち Dr. Christian Meets the Women | Dr. Paul Christian               | ウィリアム・C・マッギャン                 |                |
| 1940 | クリスチャン先生と石油騒動 Remedy for Riches               | Dr. Paul Christian               | アール・C・ケントン                       |                |
| 1941 | 愛のメロディー クリスチャン先生物語 Melody for Three       | Dr. Paul Christian               | アール・C・ケントン                       |                |
| 1941 | わたしのパパ クリスチャン先生物語 They Meet Again          | Dr. Paul Christian               | アール・C・ケントン                       |                |
| 1943 | ステージドア・キャンティーン Stage Door Canteen            | 本人役                           | フランク・ボーゼイギ                      |                |
| 1949 | Dancing in the Dark                                        | Jean Hersholt                    | アーヴィング・ライス                      |                |
| 1955 | 追われる男 Run for Cover                                   | Mr. Swenson                      | ニコラス・レイ                            |                |